# Kitahiroshima (Hiroshima)
Kitahiroshima (北広島町 Kitahiroshima-chō?) es un pueblo localizado en la prefectura de Hiroshima, Japón. En junio de 2019 tenía una población estimada de 18 120 habitantes y una densidad de población de 28 personas por km². Su área total es de 646,20 km².

## Geografía

### Localidades circundantes
- Prefectura de Hiroshima
  - Akiōta
  - Akitakata
  - Hiroshima
- Prefectura de Shimane
  - Hamada
  - Masuda
  - Ōnan

## Demografía
Según los datos del censo japonés, esta es la población de Kitahiroshima en los últimos años.
| Año del censo | Población |
| ------------- | --------- |
| 1995          | 22.458    |
| 2000          | 21.929    |
| 2005          | 20.857    |
| 2010          | 19.969    |
| 2015          | 18.918    |